# Indy Fuel
Az Indy Fuel egy amerikai jégkorongcsapat az indianai Indianapolisban. A csapat 2014-es alapítása óta az ECHL-ben játszik, azon belül a nyugati főcsoportnak a központi divíziójában. A klub a 6 200 férőhelyes Indiana Farmers Coliseumban játszik. A csapat partnerszerződésben áll a National Hockey League-ben szereplő Chicago Blackhawks-szal, illetve az American Hockey League-ben szereplő Rockford IceHogs-zal.

## Története
A csapatot 2014-ben alapították. 

## Helyezések
A csapat eddigi legjobb eredménye a rájátszás második fordulójába jutás volt, ahol 1-3-as összesítésben győzte le a Greenville Swamp Rabbits.